# Phanaeus amethystinus
Phanaeus amethystinus är en skalbaggsart som beskrevs av Edgar von Harold 1863. Phanaeus amethystinus ingår i släktet Phanaeus och familjen bladhorningar.

## Underarter
Arten delas in i följande underarter:
- P. a. tepanensis
- P. a. guatemalensis